# Vladimír Krajina
Vladimír Krajina (30. ledna 1905 Slavice u Třebíče – 1. června 1993 Vancouver, Kanada) byl vědec, pedagog, politik a jeden z hlavních představitelů domácího nekomunistického odboje za druhé světové války. Byl generálním tajemníkem Československé strany národně socialistické a jejím poválečným poslancem. Po roce 1948 byl exilovým politikem.

## Osobní a profesní život
Narodil se v roce 1905 v učitelské rodině. Vystudoval gymnázium a následně Přírodovědeckou fakultu Univerzity Karlovy. Jeho odborným zaměřením byla botanika. Doktorát získal v roce 1927, v roce 1934 se habilitoval a v roce 1945 byl pak jmenován profesorem.

## Protinacistický odboj
Patřil k vedení Politického ústředí, neboť spravoval jeho ilegální vysílačku Sparta I., která obstarávala styk se zahraničním odbojem vedeným prezidentem republiky Edvardem Benešem. Vysílala od 15. srpna 1939 do 15. prosince 1939, od dubna 1940 do 7. května 1941, od června 1941 do 4. října 1941 a od dubna 1942 do 27. května 1942. Všechny byly vyzrazeny.
Patřil k mladší generaci PÚ. Po sloučení Politického ústředí, Obrany národa a Petičního výboru Věrni zůstaneme v ÚVOD (Ústřední vedení odboje domácího) na jaře 1940 byl jedním ze šesti členů jeho koordinačního orgánu: Antonín Pešl a Václav Holý za PÚ, František Andršt a Karel Bondy za PVVZ a Josef Churavý a Josef Balabán za ON. Protestoval proti vytvoření společného orgánu s komunistickým odbojem, neboť KSČ nepodléhala Edvardu Benešovi, ale sovětskému vedení v Moskvě.
Jako jediný z vedení ÚVOD nebyl odhalen za heydrichiády. Nicméně se z něj stal psanec, který se musel od 15. června 1942 ukrývat na venkově v Českém ráji. Přesto navázal kontakt s parašutisty a pokračoval od 1. prosince 1942 do 15. ledna 1943 ve vysílání do Velké Británie. Úkryt mu poskytovaly českobratrské rodiny. Většina z nich byla popravena do posledního člena. Dne 31. ledna 1943 byl v Turnově gestapem zatčen i sám Vladimír Krajina. Jakožto vůdci domácího odboje se mu dostalo zvláštního zacházení. Byl držen ve zvláštní vazbě v Malé pevnosti v Terezíně.
Při výsleších ve snaze zachránit si život prozradil gestapu šifrovací klíče pro spojení s Londýnem. (Jiné prameny uvádějí, že nevyzradil aktuální, ale starý šifrovací klíč; případně tyto informace označuje přímo za vykonstruované a lživé.) Díky tomu se Němcům podařilo dešifrovat řadu telegramů a rozkrýt komunikaci domácího odboje s Londýnem. Navíc si v rozporu s přísným zákazem schovával kopie odesílaných telegramů včetně zpráv od agenta A-54. Ty po nalezení gestapem posloužily k doplnění poznatků o československých šifrovacích klíčích i o činnosti ÚVODu. K. H. Frank s ním po německém vítězství počítal jako s hlavním svědkem obžaloby proti E. Benešovi.
Když 5. května 1945 vypuklo Pražské povstání, nacistický pohlavár Karl Hermann Frank chtěl v Protektorátu ustanovit přechodnou vládu, aby se zabránilo krveprolití, a zahájit jednání s Američany o kapitulaci. Krajinu, který měl této vládě pravděpodobně předsedat, nechal Frank přivézt z Terezínského vězení, a spolu s ním několik dalších významných vězňů (například Kamila Kroftu, Arnošta Heidricha či Jaroslava Kvapila). Všichni však účast v této vládě odmítli.

## Poválečný osud

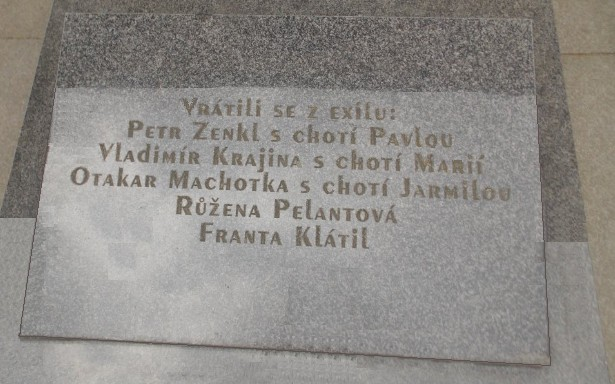
Deska se jmény na symbolickém hrobě Milady Horákové
na Vyšehradském hřbitově

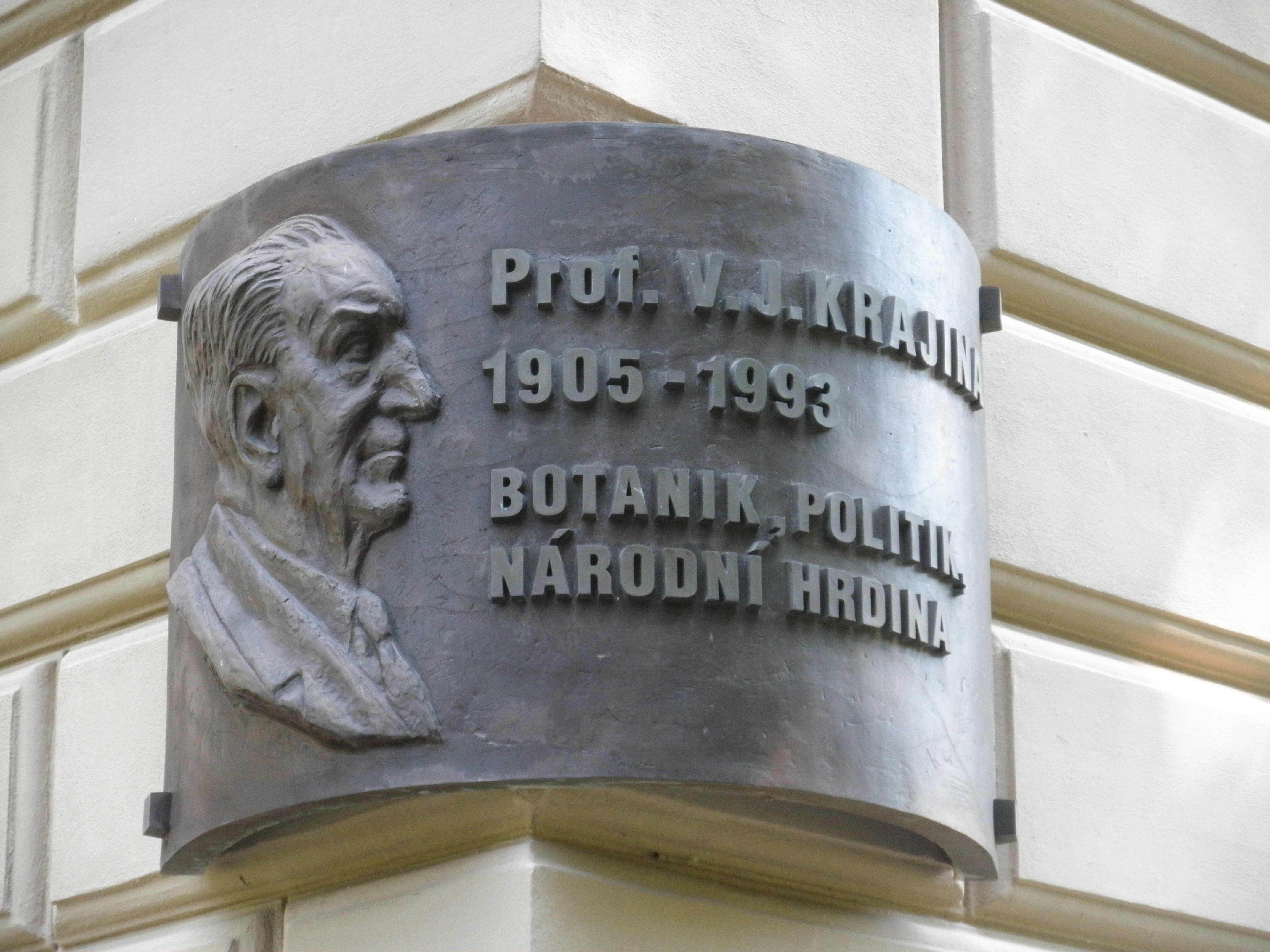
Pamětní deska Vladimíru Krajinovi byla odhalena v areálu Botanické zahrady Univerzity Karlovy v roce 2002. Autorkou pamětní desky je Nina Jindřichová.

Po válce Krajina vstoupil do národně socialistické strany a stal se jejím generálním sekretářem. Zasedal za ni v letech 1945–1946 v Prozatímním Národním shromáždění a po parlamentních volbách v roce 1946 v Ústavodárném Národním shromáždění.
Komunistická strana Československa se ho, jako jejího zásadního odpůrce, pokusila ještě před Únorem 1948 politicky zdiskreditovat na základě vykonstruovaných obvinění. Komunisté z politického zpravodajství vložili do spisu K. H. Franka zfalšovanou Frankovu výpověď, uvádějící, že Krajina po svém zatčení začal s Němci spolupracovat a měl by tedy být postaven před Národní soud, což se jim nepodařilo. Veřejný žalobce Jaroslav Drábek tento pokus včas odhalil a zmařil. Falšování výpovědi stálo místo přednostu zpravodajského odboru politického zpravodajství Bedřicha Pokorného.
Krajina byl následně v roce 1947 jedním z aktérů Krčmaňské aféry, která spočívala v neúspěšném pokusu o atentát na členy čs. vlády Petra Zenkla, Jana Masaryka a Prokopa Drtinu. Těm byly lidmi spojenými s KSČ 10. září 1947 odeslány poštou tři balíčky obsahující výbušninu, což odhalil právě V. Krajina. Dokončení vyšetřování případu zabránil únorový převrat.
Dalším zlomem byl převrat v únoru 1948. Krajina byl Akčním výborem vyloučen z vedení Univerzity Karlovy a později byl zatčen a až po Benešově intervenci byl propuštěn. Podařilo se mu uprchnout za hranice, které překročil poblíž Železné Rudy.
V září 1948 pak proběhl politický proces s tzv. Krajinovou kanceláří, ve kterém bylo souzeno 51 osob, převážně funkcionářů ČSNS. Ti byli obžalováni z toho, že pod vedení Vladimíra Krajiny vytvořili „vyzvědačskou kancelář“. 4. září 1948 byl Krajina odsouzen k „25 letům přísného žaláře s tvrdým lůžkem“, „konfiskace majetku“ a „ztráty cti navždy“, kdy byl uznán vinným z většiny bodů obžaloby, včetně kolaborace s německým protektorátním režimem, v důsledku čeho bylo několik českých odbojářů odhaleno a dopadeno, čímž měl (nepřímo) způsobit jejich mučení a smrt. Vykonstruovaný proces byl ale tehdy ještě připraven špatně a skončil propuštěním řady obžalovaných.
V exilu se Krajina stal místopředsedou Rady svobodného Československa a také předsedou Čs. strany národně socialistické v exilu. Zemřel v roce 1993 v kanadském Vancouveru, urna s jeho popelem je uložena na Vyšehradském hřbitově.

## Ocenění
Václav Havel mu v roce 1990 udělil Řád Bílého lva I. třídy. V lednu roku 2020 bylo oznámeno, že zastupitelé za pirátskou stranu navrhnou udělení čestného občanství města Třebíče Vladimíru Krajinovi.
Jeho jméno nese Krajinova posluchárna v budově katedry botaniky Přírodovědecké fakulty Univerzity Karlovy v Benátské ulici.